# Joshua James Richards
Joshua James Richards is een Britse cameraman (director of photography). Hij is vooral bekend van zijn samenwerkingen met regisseuse Chloé Zhao.

## Biografie
Joshua James Richards is afkomstig van het Engelse vissersstadje Penzance (Cornwall). Hij behaalde een bachelor aan de filmschool van Bournemouth University en behaalde nadien ook een master aan de Tisch School of the Arts van New York University. In 2012 leerde hij aan de universiteit in New York regisseuse Chloé Zhao kennen, waarna hij een relatie met haar begon.

## Carrière
Richards begon zijn carrière met het filmen van korte films en reclamespots. Daarnaast nam hij ook enkele videoclips op voor rapper Pusha T.
In 2015 maakte hij in dienst van Chloé Zhao zijn officieel filmdebuut met het westerndrama Songs My Brothers Taught Me. Nadien werkten de twee ook samen aan The Rider (2017) en Nomadland (2020). De films staan bekend om hun naturalistische uitstraling. Richards schiet regelmatig beelden met de camera in de hand en met behulp van natuurlijk licht, waardoor zijn stijl vaak vergeleken wordt met die van de Mexicaanse cameraman Emmanuel Lubezki.
In 2017 werkte Richards met de Britse regisseur Francis Lee samen aan diens gedeeltelijk autobiografisch drama God's Own Country.
In 2018 werd Zhao in dienst genomen om de Marvel-superheldenfilm Eternals te regisseren. Richards maakte bij het project deel uit van de cameracrew onder leiding van director of photography Ben Davis.

## Filmografie
- Songs My Brothers Taught Me (2015)
- The Rider (2017)
- God's Own Country (2017)
- Nomadland (2020)